# وزیر امورخارجه کنفدراسیون ایالات متحده

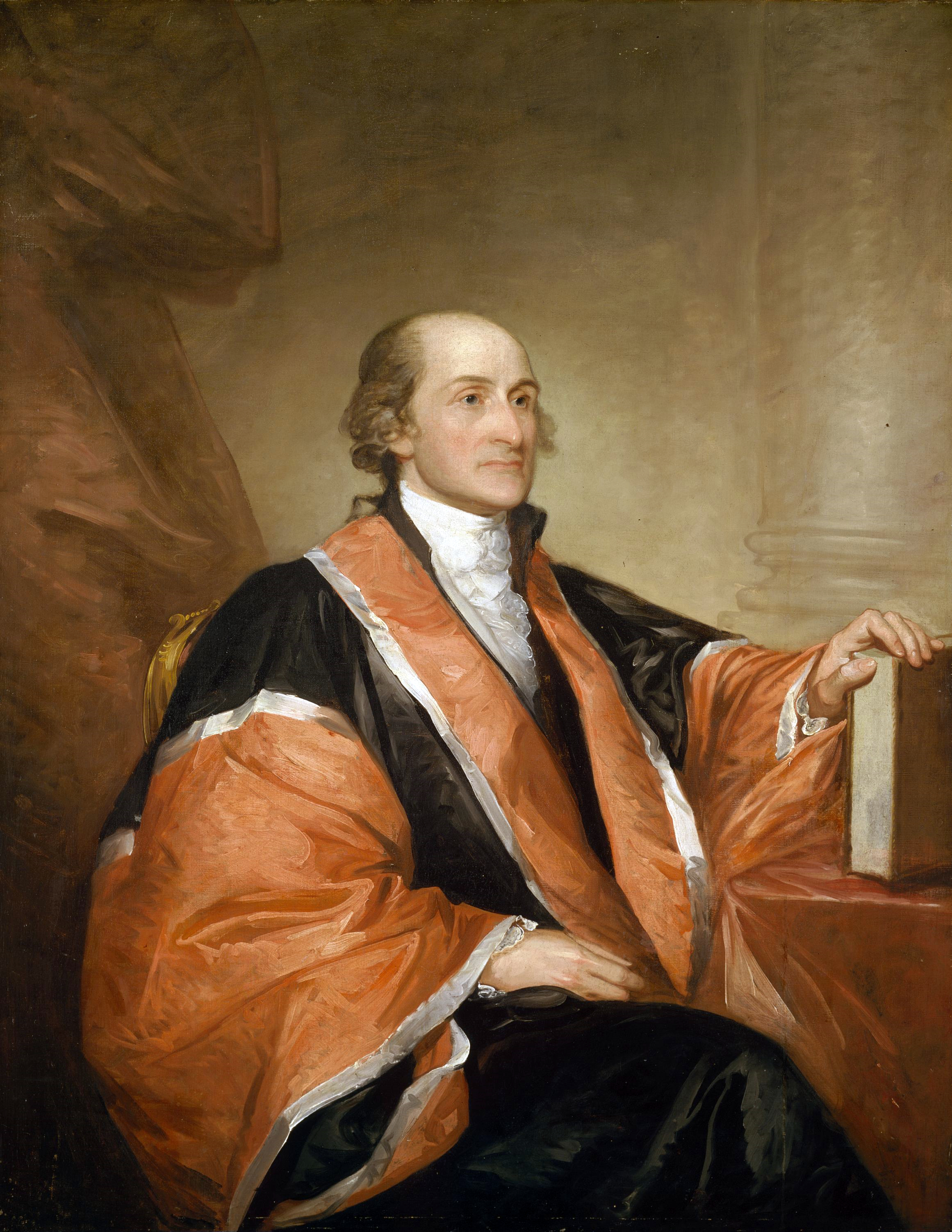
جان جی سیاستمدار آمریکایی و رییس کنگره قاره پیشین

وزیرامورخارجه آمریکا عنوانی است که ما بین سال‌های ۱۷۸۱ تا ۱۷۸۹ مسند وزارت را به عهده داشت.

## پیشینه
طبق قانون اساسی کنفدراسیون، به کنگرهٔ کنفدراسیون اجازه می‌داد تا کمیته ایی جهت مدیریت امور عمومی ایالات متحده تشکیل دهد. لذا در ۱۰ ژانویه ۱۷۸۰ کنگره بخشی را با نام امورخارجه به وجود آورد. بعد از انتخاب جورج واشنگتن به عنوان رئیس‌جمهور، او با افزودن قدرت وزیر در امور داخلی نام آن را نیز به وزارت خارجه تغییر داد.